# Червоносілля
Червоносілля —  село в Україні, в Олександрійському районі Кіровоградської області. Населення становить 367 осіб. Входить до складу Петрівської селищної громади.

## Населення
За переписом населення України 2001 року в селі мешкало 367 осіб.

### Мова
Розподіл населення за рідною мовою за даними перепису 2001 року:
| Мова       | Відсоток |
| ---------- | -------- |
| українська | 92,92 %  |
| російська  | 6,27 %   |
| болгарська | 0,27 %   |
| молдовська | 0,27 %   |
| інші       | 0,27 %   |